# Andrés Chitiva
Andrés Chitiva Espinoza (né le 13 août 1979 à Bogota en Colombie) est un footballeur international colombien, qui évoluait au poste de milieu de terrain.

## Biographie

### Carrière en sélection
Avec l'équipe de Colombie, il dispute sept matchs (pour un but inscrit) entre 2000 et 2012. Il figure notamment dans le groupe des sélectionnés lors de la Copa América de 2007.
Il participe également à la Gold Cup de 2000.

## Palmarès
| Pachuca \| - Championnat du Mexique (2) : - Champion : 2006 (Clôture) et 2007 (Clôture). - Ligue des champions (2) : - Vainqueur : 2007 et 2008. \| \| - Copa Sudamericana (1) : - Vainqueur : 2006. - SuperLiga (1) : - Vainqueur : 2007. \| |  | Colombie - Gold Cup : - Finaliste : 2000.                                           |
| - Championnat du Mexique (2) : - Champion : 2006 (Clôture) et 2007 (Clôture). - Ligue des champions (2) : - Vainqueur : 2007 et 2008. |  | - Copa Sudamericana (1) : - Vainqueur : 2006. - SuperLiga (1) : - Vainqueur : 2007. |